# O jednego ojca za dużo
O jednego ojca za dużo (oryg. tytuł: Një baba tepër) – albański film fabularny z roku 2000 w reżyserii Ariana Çuliqiego.

## Opis fabuły
Film telewizyjny. Akcja filmu rozgrywa się współcześnie. Starzy ludzie w Tiranie coraz częściej stają się ciężarem dla własnych dzieci, które próbują się ich pozbyć. Nowa rzeczywistość Albanii stawia przed nimi szereg wyzwań, z którymi wcześniej nie spotkali się w swoim życiu.

## Obsada
- Sejfulla Myftari jako Lluka, ojciec
- Marika Kallamata jako Filomena
- Sokol Angjeli jako Arsen
- Arben Dervishi jako Tomi
- Rita Lati jako Lola
- Fuat Boçi jako pułkownik
- Eli Veizi jako Tina
- Behar Mera jako Lake
- Mimoza Krasniqi jako Suzi
- Mina Koxhaku jako lekarz
- Vasil Vaso jako dziennikarz
- Kozeta Dedja
- Jona Pepa
- Rexhep Ustai